# Bale (Gewicht)
Bale [beil, engl.] ist ein Ballengewicht leichter Güter, wie zum Beispiel von Baumwolle und Heu. Es wird hauptsächlich in den USA und in Ägypten verwendet.
1 cotton bale entspricht 480 lbs, also etwa 218 Kilogramm.